# Eddie Duffy
Pour les articles homonymes, voir Duffy.
Eddie Duffy est né le 30 décembre 1969 à Toryglen, Glasgow, dans la rue où ont grandi Jim Kerr et Charlie Burchill.
Il fut bassiste au sein de Simple Minds entre 1999 et 2010. Il est donc le bassiste qui est resté le plus longtemps au sein de la formation (11 ans). Sa collaboration avec Simple Minds se termina juste avant la fin de la tournée des festivals de l'été 2010. C'est le bassiste qui a réussi à reproduire le plus fidèlement dans l'histoire du groupe le jeu mélodieux de basse créé par le bassiste d'origine, Derek Forbes après le départ de ce dernier.
Il a également été bassiste dans des groupes comme China Crisis et les Rita Mitsouko.
Eddie Duffy est désormais agent immobilier dans la région de Boston (2015).